# Richard King (calciatore)
Richard King (Clarendon Parish, 27 novembre 2001) è un calciatore giamaicano, difensore del Cavalier e della nazionale giamaicana.

## Biografia
È un difensore centrale.

## Carriera

### Club
King è cresciuto nel settore giovanile dei Cavalier con cui ha debuttato il 26 giugno 2021 nell'incontro di Premier League vinto 2-0 contro l'Humble Lions. Ha segnato il suo primo gol il 30 maggio 2022 contro il Molynes United.
Nel 2023 è stato ceduto in prestito per una stagione all'ÍBV Vestmannæyja.

### Nazionale
Il 20 gennaio 2022 ha debuttato con la nazionale giamaicana nell'amichevole persa 3-0 contro la Perù.
Realizza la sua prima rete per la Giamaica nell'amichevole vinta per 3-2 contro Trinidad e Tobago.

## Statistiche

### Presenze e reti nei club
Statistiche aggiornate al 14 giugno 2024.
| Stagione        | Squadra          | Campionato      | Campionato | Campionato | Coppe nazionali | Coppe nazionali | Coppe nazionali | Coppe continentali | Coppe continentali | Coppe continentali | Altre coppe | Altre coppe | Altre coppe | Totale | Totale | Totale |
| Stagione        | Squadra          | Comp            | Pres       | Reti       | Comp            | Pres            | Reti            | Comp               | Pres               | Reti               | Comp        | Pres        | Reti        | Pres   | Reti   |        |
| --------------- | ---------------- | --------------- | ---------- | ---------- | --------------- | --------------- | --------------- | ------------------ | ------------------ | ------------------ | ----------- | ----------- | ----------- | ------ | ------ | ------ |
| 2021            | Cavalier         | NPL             | 12         | 0          |                 | -               | -               |                    | -                  | -                  |             | -           | -           | 12     | 0      |        |
| 2022            | Cavalier         | NPL             | 19         | 3          |                 | -               | -               |                    | -                  | -                  |             | -           | -           | 19     | 3      |        |
| 2022-2023       | ÍBV Vestmannæyja | NPL             | 20         | 0          |                 | -               | -               |                    | -                  | -                  |             | -           | -           | 20     | 0      |        |
| 2023            | Cavalier         | UD              | 17         | 2          | CI+CdL          | 0               | 0               |                    | -                  | -                  |             | -           | -           | 17     | 2      |        |
| 2023-2024       | Cavalier         | NPL             | 15         | 1          |                 | -               | -               | CCC                | 2                  | 0                  |             | -           | -           | 17     | 1      |        |
| Totale carriera | Totale carriera  | Totale carriera | 83         | 6          |                 | 0               | 0               |                    | 2                  | 0                  |             | -           | -           | 85     | 6      |        |

### Cronologia presenze e reti in nazionale
| Cronologia completa delle presenze e delle reti in nazionale ― Ecuador | Cronologia completa delle presenze e delle reti in nazionale ― Ecuador | Cronologia completa delle presenze e delle reti in nazionale ― Ecuador | Cronologia completa delle presenze e delle reti in nazionale ― Ecuador | Cronologia completa delle presenze e delle reti in nazionale ― Ecuador | Cronologia completa delle presenze e delle reti in nazionale ― Ecuador | Cronologia completa delle presenze e delle reti in nazionale ― Ecuador | Cronologia completa delle presenze e delle reti in nazionale ― Ecuador |
| Data                                                                   | Città                                                                  | In casa                                                                | Risultato                                                              | Ospiti                                                                 | Competizione                                                           | Reti                                                                   | Note                                                                   |
| ---------------------------------------------------------------------- | ---------------------------------------------------------------------- | ---------------------------------------------------------------------- | ---------------------------------------------------------------------- | ---------------------------------------------------------------------- | ---------------------------------------------------------------------- | ---------------------------------------------------------------------- | ---------------------------------------------------------------------- |
| 20-1-2022                                                              | Lima                                                                   | Perù                                                                   | 3 – 0                                                                  | Giamaica                                                               | Amichevole                                                             | -                                                                      |                                                                        |
| 2-2-2022                                                               | Kingston                                                               | Giamaica                                                               | 0 – 1                                                                  | Costa Rica                                                             | Qual. Mondiali 2022                                                    | -                                                                      |                                                                        |
| 24-3-2022                                                              | Kingston                                                               | Giamaica                                                               | 1 – 1                                                                  | El Salvador                                                            | Qual. Mondiali 2022                                                    | -                                                                      | 25’                                                                    |
| 27-3-2022                                                              | Toronto                                                                | Canada                                                                 | 4 – 0                                                                  | Giamaica                                                               | Qual. Mondiali 2022                                                    | -                                                                      |                                                                        |
| 30-3-2022                                                              | Kingston                                                               | Giamaica                                                               | 2 – 1                                                                  | Honduras                                                               | Qual. Mondiali 2022                                                    | -                                                                      | 82’                                                                    |
| 4-6-2022                                                               | Paramaribo                                                             | Suriname                                                               | 1 – 1                                                                  | Giamaica                                                               | CONCACAF Nations League 2022-2023 - 1º turno                           | -                                                                      |                                                                        |
| 7-6-2022                                                               | Kingston                                                               | Giamaica                                                               | 3 – 1                                                                  | Suriname                                                               | CONCACAF Nations League 2022-2023 - 1º turno                           | -                                                                      | 48’                                                                    |
| 26-8-2022                                                              | Wiener Neustadt                                                        | Qatar                                                                  | 1 – 1                                                                  | Giamaica                                                               | Amichevole                                                             | -                                                                      |                                                                        |
| 9-11-2022                                                              | Yaoundé                                                                | Camerun                                                                | 1 – 1                                                                  | Giamaica                                                               | Amichevole                                                             | -                                                                      | 68’                                                                    |
| 11-3-2023                                                              | Montego Bay                                                            | Giamaica                                                               | 0 – 1                                                                  | Trinidad e Tobago                                                      | Amichevole                                                             | -                                                                      |                                                                        |
| 14-3-2023                                                              | Kingston                                                               | Giamaica                                                               | 0 – 0                                                                  | Trinidad e Tobago                                                      | Amichevole                                                             | -                                                                      | 46’                                                                    |
| 15-6-2023                                                              | Ritzing                                                                | Giamaica                                                               | 1 – 2                                                                  | Qatar                                                                  | Amichevole                                                             | -                                                                      | 65’                                                                    |
| 19-6-2023                                                              | Wiener Neustadt                                                        | Giamaica                                                               | 1 – 2                                                                  | Giordania                                                              | Amichevole                                                             | -                                                                      | 60’                                                                    |
| 11-11-2023                                                             | Harrison                                                               | Guatemala                                                              | 0 – 0                                                                  | Giamaica                                                               | Amichevole                                                             | -                                                                      |                                                                        |
| 1-3-2024                                                               | Port of Spain                                                          | Trinidad e Tobago                                                      | 0 – 1                                                                  | Giamaica                                                               | Amichevole                                                             | -                                                                      | 73’                                                                    |
| 3-3-2024                                                               | Malabar                                                                | Trinidad e Tobago                                                      | 0 – 0                                                                  | Giamaica                                                               | Amichevole                                                             | -                                                                      |                                                                        |
| 24-3-2024                                                              | Arlington                                                              | Panama                                                                 | 0 – 1                                                                  | Giamaica                                                               | CONCACAF Nations League 2023-2024 - Finale 3º posto                    | -                                                                      | 89’                                                                    |
| 6-6-2024                                                               | Kingston                                                               | Giamaica                                                               | 1 – 0                                                                  | Rep. Dominicana                                                        | Qual. Mondiali 2026                                                    | -                                                                      | 71’                                                                    |
| 9-6-2024                                                               | Roseau                                                                 | Dominica                                                               | 2 – 3                                                                  | Giamaica                                                               | Qual. Mondiali 2026                                                    | -                                                                      |                                                                        |
| 30-6-2024                                                              | Austin                                                                 | Giamaica                                                               | 0 – 3                                                                  | Venezuela                                                              | Coppa America 2024 - 1º turno                                          | -                                                                      | 87’                                                                    |
| 18-11-2024                                                             | Saint Louis                                                            | Stati Uniti                                                            | 4 – 2                                                                  | Giamaica                                                               | CONCACAF Nations League 2024-2025 - Quarti di finale                   | -                                                                      | 46’                                                                    |
| 6-2-2025                                                               | Montego Bay                                                            | Giamaica                                                               | 1 – 0                                                                  | Trinidad e Tobago                                                      | Amichevole                                                             | -                                                                      |                                                                        |
| 9-2-2025                                                               | Kingston                                                               | Giamaica                                                               | 1 – 1                                                                  | Trinidad e Tobago                                                      | Amichevole                                                             | -                                                                      | 46’                                                                    |
| 21-3-2025                                                              | Kingstown                                                              | Saint Vincent e Grenadine                                              | 1 – 1                                                                  | Giamaica                                                               | Qual. Gold Cup 2025                                                    | -                                                                      |                                                                        |
| 25-3-2025                                                              | Kingston                                                               | Giamaica                                                               | 3 – 0                                                                  | Saint Vincent e Grenadine                                              | Qual. Gold Cup 2025                                                    | -                                                                      |                                                                        |
| 27-5-2025                                                              | Londra                                                                 | Giamaica                                                               | 3 – 2                                                                  | Trinidad e Tobago                                                      | Amichevole                                                             | 1                                                                      | 38’                                                                    |
| 31-5-2025                                                              | Brentford                                                              | Giamaica                                                               | 2 – 2 (4 – 5 dtr)                                                      | Nigeria                                                                | Amichevole                                                             | -                                                                      |                                                                        |
| 7-6-2025                                                               | Road Town                                                              | Isole Vergini Britanniche                                              | 0 – 1                                                                  | Giamaica                                                               | Qual. Mondiali 2026                                                    | -                                                                      | 69’                                                                    |
| 10-6-2025                                                              | Kingston                                                               | Giamaica                                                               | 3 – 0                                                                  | Guatemala                                                              | Qual. Mondiali 2026                                                    | -                                                                      | 41’                                                                    |
| 16-6-2025                                                              | Carson                                                                 | Giamaica                                                               | 0 – 1                                                                  | Guatemala                                                              | Gold Cup 2025 - 1° turno                                               | -                                                                      | 46’                                                                    |
| 20-6-2025                                                              | San Jose                                                               | Giamaica                                                               | 2 – 1                                                                  | Guadalupa                                                              | Gold Cup 2025 - 1° turno                                               | -                                                                      |                                                                        |
| 24-6-2025                                                              | Austin                                                                 | Panama                                                                 | 4 – 1                                                                  | Giamaica                                                               | Gold Cup 2025 - 1° turno                                               | -                                                                      | 46’                                                                    |
| Totale                                                                 |                                                                        | Presenze                                                               | 32                                                                     |                                                                        | Reti                                                                   | 1                                                                      |                                                                        |

## Palmarès

### Club

#### Competizioni nazionali
- National Premier League: 2

Cavalier: 2021, 2023-2024

#### Competizioni internazionali
- CONCACAF Caribbean Cup: 1

Cavalier: 2024